# Sorbas
Sorbas est une commune de la province d'Almería, Andalousie, dans le sud-est de l'Espagne.

## Géographie

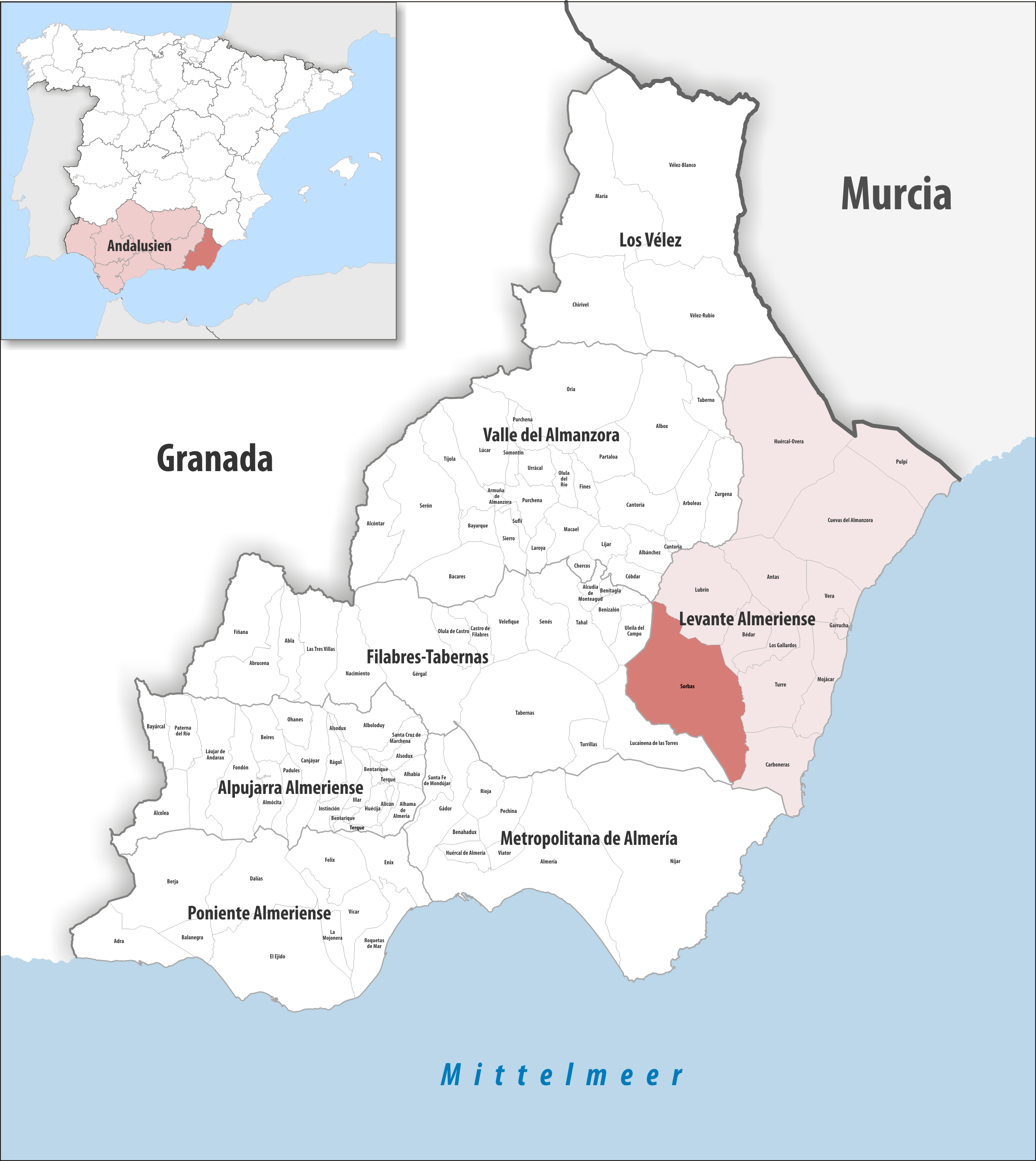
Sorbas dans la comarque Levante almeriense, province d'Almería / en Andalousie

### Localisation
La commune de Sorbas se trouve dans l'est de la province d'Almería et dans le sud-ouest de la comarque Levante almeriense.
Almería est à 55 km sud-ouest ;
Madrid à 549 km nord-nord-ouest ;
Gibraltar à 396 km ouest-sud-ouest (distances par route).

### Communes voisines
Sorbas jouxte Cóbdar au nord uniquement pas un quadripoint.

### Hydrographie
Deux petits cours d'eau saisonniers traversent la commune : l'Alias et l'Aguas.

### Généralités
Le site naturel « karst en gypse de Sorbas (es) » (Paraje natural Karst en Yesos de Sorbas) est entièrement inclus dans la commune.
La sierra Cabrera (es) ne fait pas partie de la commune : elle se trouve plus à l'est, sur Turre et Mojácar. Le plus haut sommet de la commune est El Cerrón à 602 m d'altitude, au sud-est du bourg.

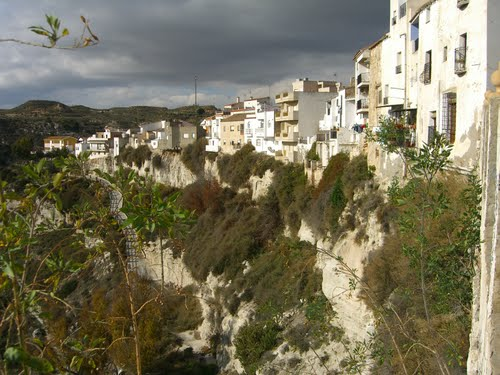
Une vue sur Sorbas
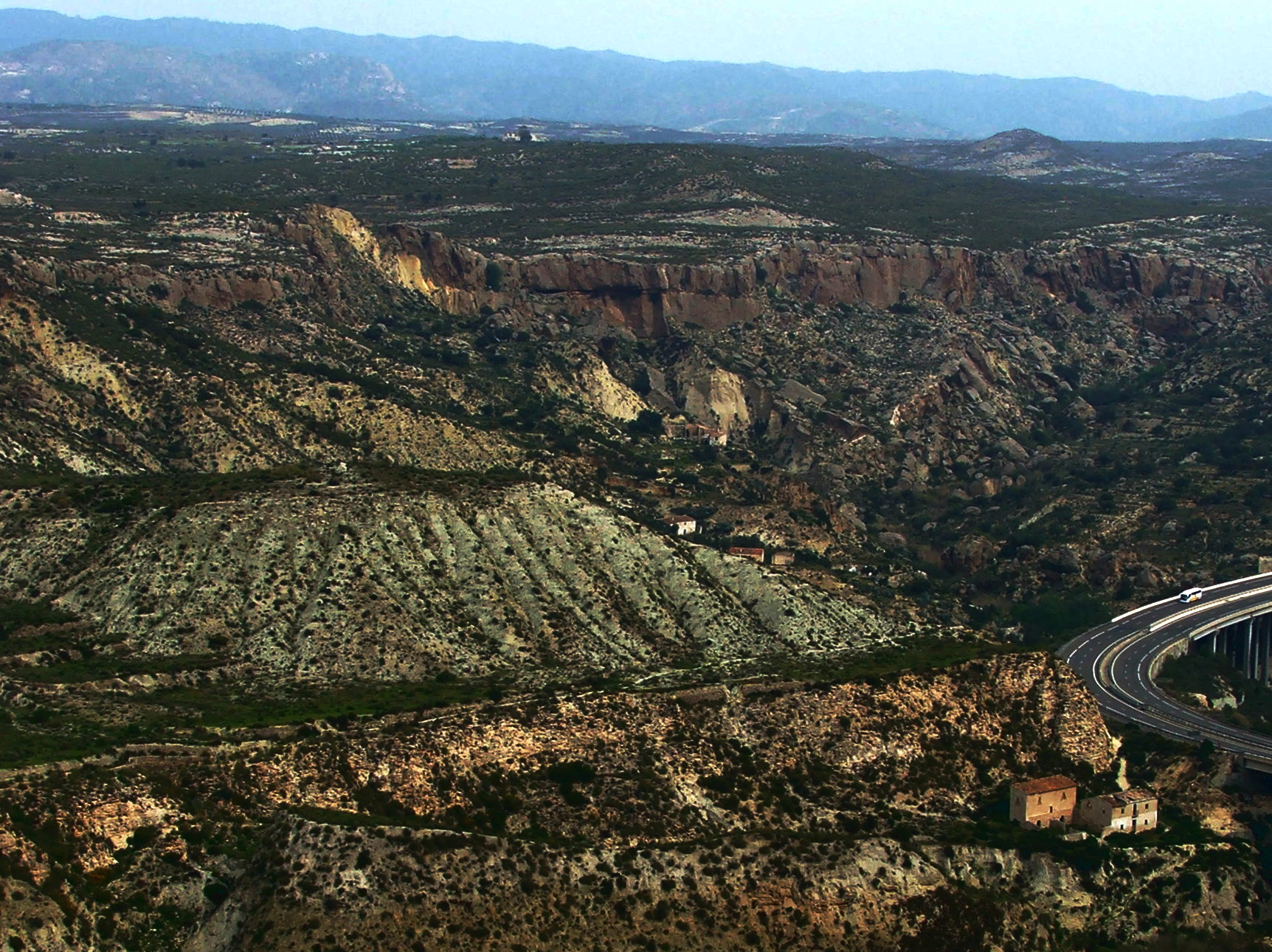
Bassin de Sorbas

## Administration
| Période                                  | Période | Identité | Étiquette | Qualité |
| ---------------------------------------- | ------- | -------- | --------- | ------- |
| N/A                                      | N/A     | N/A      | N/A       | Maire   |
| Les données manquantes sont à compléter. |         |          |           |         |

## Économie
Vin de pays Desierto de Almería
Elle fait partie de la zone couverte par l'appellation « vin de pays » (es) (Vino de la Tierra) Desierto de Almería (es),
une indication géographique réglementée en 2003. 14 communes en font partie, toutes dans la province d'Almería : 
Alcudia de Monteagud, 
Benitagla,
Benizalón, 
Castro de Filabres, 
Lubrín, 
Lucainena de las Torres, 
Olula de Castro, 
Senés, 
Sorbas, 
Tabernas, 
Tahal, 
Turrillas, 
Uleila del Campo,
Velefique.

## Culture

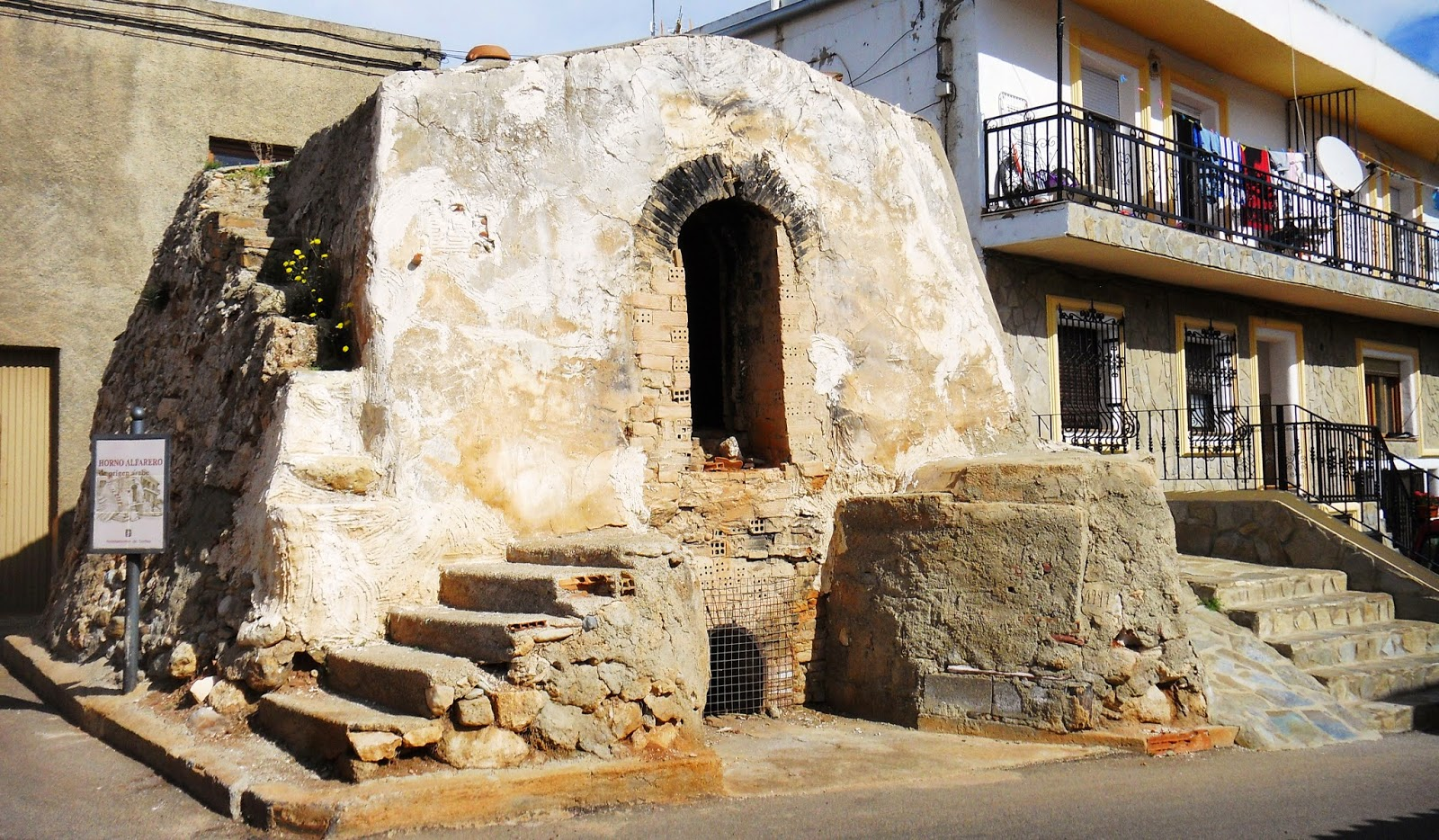
Four à poterie arabe…
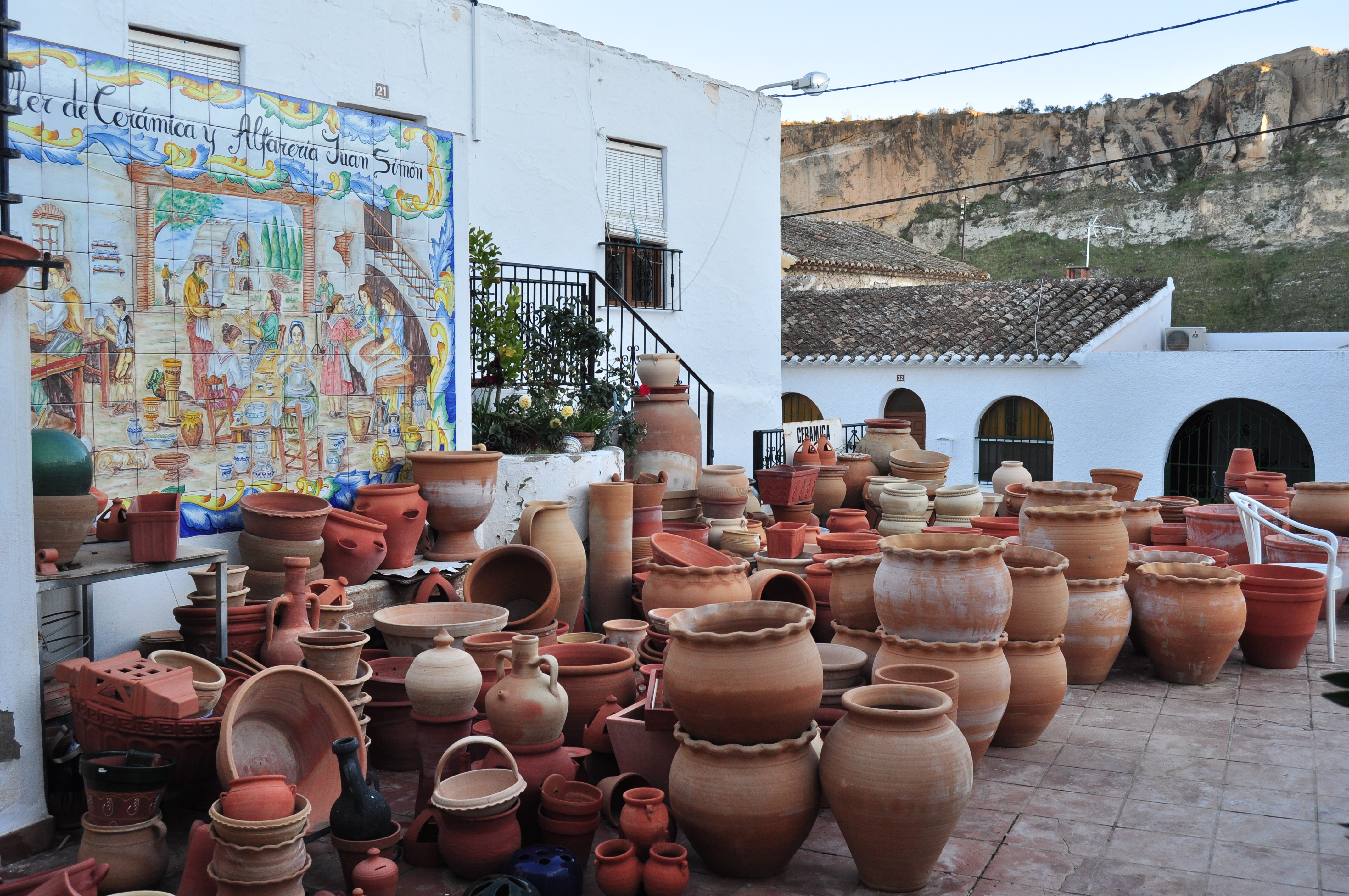
… et la tradition continue